# Sofía García
Sofía Javiera García Oportot (Santiago de Chile, 15 de abril de 1982) es actriz chilena.

## Biografía
Cursó sus estudios básicos en el Colegio La Fontaine de Ñuñoa. Ingresó a estudiar actuación en el Duoc UC en Las Condes, y egresó a los 23 años.
Su debut en televisión fue en el año 2008 en la teleserie puertorriqueña-chilena Don Amor allí interpretó a Constanza Dreyer. Tuvo una breve participación en 17 secuela de la juvenil 16 en Televisión Nacional de Chile.
En el 2009 forma parte del elenco de Cuenta conmigo (Canal 13), interpretando a Bárbara Sarmiento, una joven dulce y angelical que era sometida por su esposo, papel a cargo de Héctor Morales. 
Participó en dos superproducciones de época del director Vicente Sabatini para Chilevisión; Manuel Rodríguez (2010) como Francisca Segura y Ruiz y La Doña (2011) como Rosario Lisperguer.

## Vida personal
Desde 2011 hasta 2014 mantuvo un vínculo sentimental con el actor Antonio Campos, hijo de la célebre actriz Claudia Di Girolamo.

## Filmografía
| Año  | Título                                     | Rol             | Director              |
| ---- | ------------------------------------------ | --------------- | --------------------- |
| 2007 | El magnífico                               |                 | Alberto Daiber        |
| 2009 | Weekend                                    | Sofía           | Joaquín Mora          |
| 2011 | Baby Shower                                | Ivana           | Pablo Illanes         |
| 2012 | Tráiganme la cabeza de la mujer metralleta | Sheraldine Soto | Ernesto Díaz Espinoza |
| 2014 | Santiago Violenta                          | La novia        | Ernesto Díaz Espinoza |
| 2015 | Sendero                                    | Susana          | Lucio A. Rojas        |
| 2016 | A Man Interested in Justice                | Patricia Pebles | Jaime Amunátegui      |
| 2018 | Vidas Recicladas                           | Susana          | Eitan Loi             |

## Televisión
| Año  | Título            | Papel                   | Cadena      |
| ---- | ----------------- | ----------------------- | ----------- |
| 2005 | 17                | Myriam                  | TVN         |
| 2008 | Don Amor          | Constanza Dreyer        | Canal 13    |
| 2009 | Cuenta Conmigo    | Bárbara Sarmiento       | Canal 13    |
| 2010 | Manuel Rodríguez  | Francisca Segura y Ruiz | Chilevisión |
| 2011 | La Doña           | Rosario Lisperguer      | Chilevisión |
| 2012 | La Sexóloga       | Julieta Tamayo          | Chilevisión |
| 2014 | Las Dos Carolinas | Isidora Ruiz            | Chilevisión |
| 2017 | Verdades Ocultas  | María Luisa Guzmán      | Mega        |

| Año  | Título                 | Papel                      | Cadena |
| ---- | ---------------------- | -------------------------- | ------ |
| 2013 | Prófugos 2             | Pamela Cáceres             | HBO    |
| 2015 | Puerto Hambre          | Juana Jiménez de la Espada | UCV    |
| 2017 | Una historia necesaria | Silvia Vera                | 13C    |
| 2019 | Amor en línea          | Paula                      | TVN    |

#### Programas d
- Súper Bueno (Vía X, 2012) - Invitada
- Sin Dios ni late (Zona Latina, 2014) - Invitada

## Publicidad
- Parentesys -- Participó como rostro de una campaña publicitaria de primavera-verano de la tienda.